# Vordere Rhön

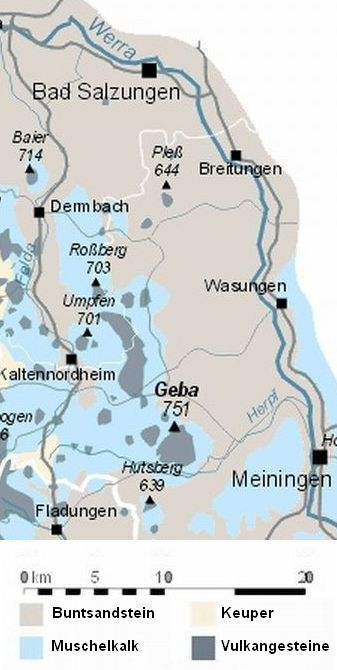
Geologische Karte der Vorderrhön

Als Vordere Rhön, auch Vorderrhön oder Östliche Kuppenrhön genannt, wird der am Gebaberg bis 751 m hohe nordöstlichste, fast komplett in Thüringen (Landkreis Schmalkalden-Meiningen im Südosten und Wartburgkreis im Nordwesten) gelegene Teil des Mittelgebirges Rhön bezeichnet. Die Vorderrhön ist Teil der Kuppenrhön und der etwas umfangreicheren naturräumlichen Haupteinheit Vorder- und Kuppenrhön (mit Landrücken).

## Lage und Grenzen
Nach Westen wird die Vorderrhön durch das Tal der Felda begrenzt, nach Süden bildet die Herpf eine ungefähre Grenze, die jedoch von Stellberg und Abtsberg im westlichen sowie Neuberg und Hutsberg im östlichen Süden überschritten wird. Die Ostgrenze liegt, beginnend im Süden, knapp westlich der Linie
Bettenhausen–Stepfershausen–Unterkatz–Oepfershausen–Roßdorf.
In den naturräumlichen Ordnungen nach der Bundesanstalt für Landeskunde und der Thüringer Landesanstalt für Umwelt und Geologie (TLUG Jena) werden einige der Berge in Grenznähe unterschiedlich zugeordnet. So ordnet die Bundesanstalt die Berge Pleß und Stoffelskuppe im Nordosten dem östlich angrenzenden Salzunger Werrabergland zu, die Berge Neuberg und Hutsberg im östlichen Süden der (Vorderen) Rhön und die Berge Stellberg und Abtsberg im westlichen Süden dem Östlichen Rhönvorland. Demgegenüber rechnet TLUG Jena sowohl Pleß/Stoffelskuppe als auch Stellberg/Abtsberg der Rhön zu. Im Gegensatz dazu Neuberg und Hutsberg jedoch nicht.
Landläufig werden indes alle sechs Berge, nicht zuletzt ihrer Höhen von deutlich über 600 m wegen, der Vorderrhön zugerechnet. Diese einbeziehend, ist die Vorderrhön in Nord-Süd-Richtung maximal 25 km lang (Pleß–Neuberg) bei nur 5 bis maximal 12 Kilometern Breite.
Etwa 6,5 km² im Süden des Naturraums mit dem Abtsberg, dem obersten Streutal und den Hängen des Salkenbergs liegen im unterfränkischen Landkreis Rhön-Grabfeld.

### Andere Begriffsverwendungen
Die Verwendung „Vordere Rhön“ für den von Thüringen aus „vorne“ liegenden, östlichen Teil der Kuppenrhön ist historisch. Nicht selten wird in weniger differenziert unterteilenden Quellen der Begriff „Vordere Rhön“ auch im Sinne von „Thüringische Rhön“ verwendet.
Etwas verwirrend in diesem Zusammenhang ist die Tatsache, dass die Bundesanstalt für Landeskunde diesen Begriff im Handbuch der naturräumlichen Gliederung Deutschlands 1957 in völlig anderer Bedeutung vage für das Westliche Rhönvorland und die später als Haune-Hochflächen einer anderen Haupteinheit (Fulda-Haune-Tafelland) zugeordnete nordwestliche Abdachung der Rhön verwendet. Diese Verwendung wird auch im Blatt Schweinfurt (1968) der Geographischen Landesaufnahme 1:200.000 des gleichen Instituts und im Online-Angebot des Hessischen Umweltministeriums „Umweltatlas“ praktisch wörtlich zitiert, obgleich die Bezeichnung als naturräumlicher Eigenname nicht aufgeführt wird.
Es ist demnach davon auszugehen, dass der Name der Haupteinheit „Vorder- und Kuppenrhön (mit Hessischem Landrücken)“ nicht etwa zwischen der stets als Östliche Kuppenrhön bezeichneten Vorderen Rhön im landläufigen Sinne, sondern zwischen der eigentlichen Kuppenrhön und seinem zur Haupteinheit gezählten Vorland unterscheiden will.

## Abdachung

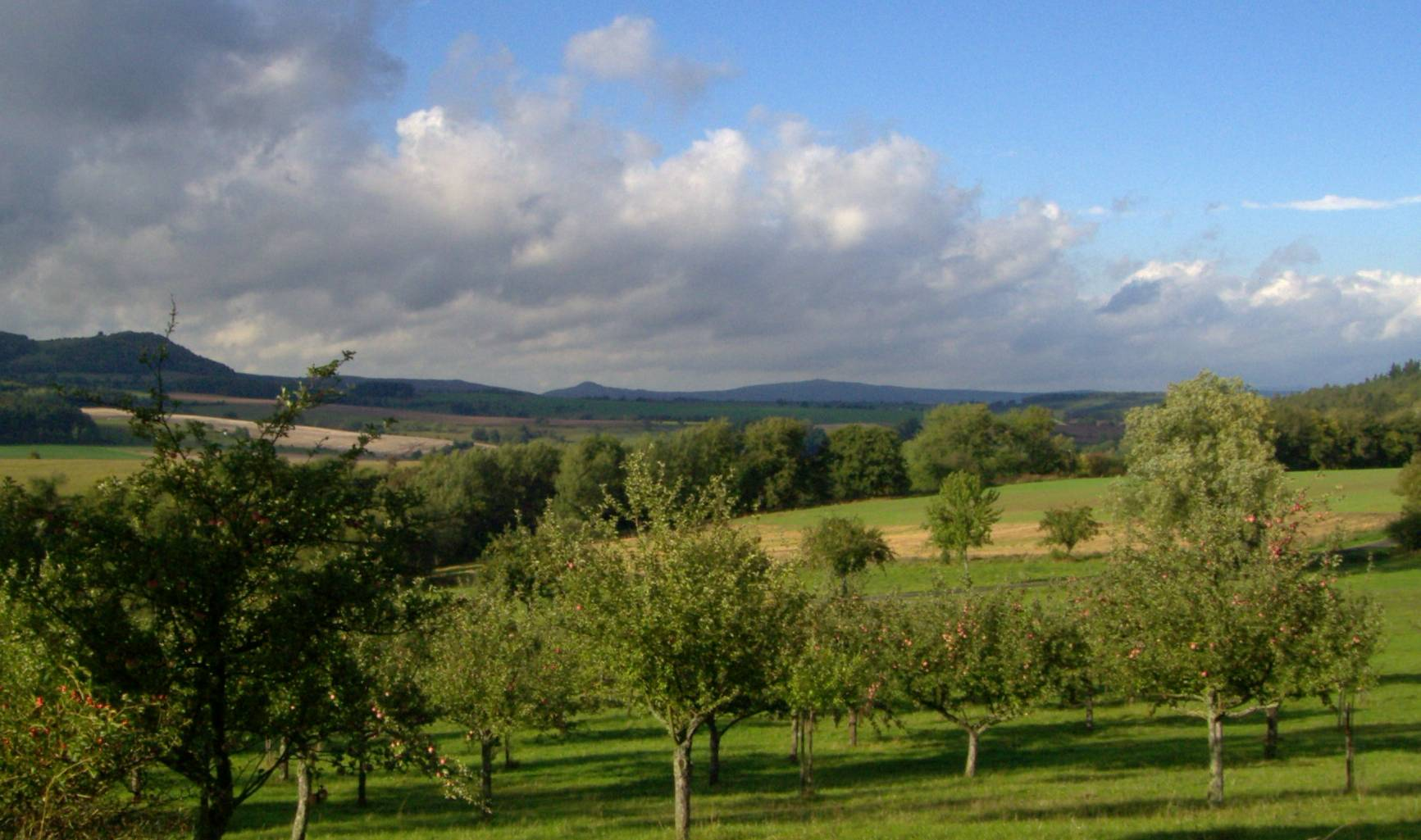
Die östliche Nahtstelle zum Salzunger Werrabergland von Süden mit Pleß und Stoffelskuppe (links)

Nach Nordosten wird die Vorderrhön durch die Buntsandstein-Rücken des Stadtlengsfelder Hügellandes im Salzunger Werrabergland zur Werra hin abgedacht, zu dem manche Quellen auch Pleß und Stoffelskuppe zählen.
Nach Südosten in Richtung Herpf und Meiningen schließen sich die Werra-Gäuplatten (Muschelkalk) an, nach Süden das Östliche Rhönvorland, welches in der Hauptsache aus Buntsandstein mit aufgesetzten Basaltkuppen besteht, die indes deutlich unter 550 m bleiben.

## Flüsse und Orte
Die folgenden Flüsse entwässern die Vorderrhön über die aufgeführten Orte (flussabwärts geordnet) und ihre östliche Abdachung, wobei mit einem Stern (*) gekennzeichnete Flüsse nur die Abdachung passieren bzw. analog gekennzeichnete Orte knapp außerhalb liegen:
| von rechts zur Felda nach Westen entwässern (von Norden nach Süden): - Wiesenthalbach (9,4 km, 34,4 km²) - Wiesenthal, Urnshausen - Bach von Kaltenlengsfeld (Goldbach; 7,1 km, 12,7 km²) - Kaltenlengsfeld - Rechter Quellbach der Felda - Erbenhausen | Von links zur Werra nach Osten entwässern (von Norden nach Süden): - Pfitzbach* (12,3 km, 34,4 km²) - Rosabach* (13,0 km, 39,7 km²) - Roßdorf* - Zillbach* (4,6 km, 12,6 km²) - Schwarzbach* (11,1 km, 39,5 km²) - Eckardts* - an rechten Nebenbächen Hümpfershausen*, Friedelshausen* - Katza (15,1 km, 61,3 km²) - Oberkatz, Unterkatz* - Herpf (21,7 km, 95,3 km²) - an linken Nebenbächen Aschenhausen, Geba, Stepfershausen - Schafhausen, Gerthausen, Wohlmuthausen, Helmershausen, Bettenhausen* - Sülze* (12,4 km, 52,1 km²) |

Die Sülze verläuft gänzlich im Gebiet der Werra-Gäuplatten, welches die Herpf nach etwa der Hälfte ihres Laufes betritt, während alle anderen Werra-Zuflüsse spätestens im Mittellauf das Stadtlengsfelder Hügelland passieren und zertalen.

## Berge
Die Vorderrhön wird durch die Landesstraßen Herpf–Kaltensundheim im Süden und Roßdorf–Dermbach im Norden in drei Segmente geteilt.
Der Norden wird vom Pleß dominiert, doch sind auch Stoffelskuppe und Nebelberg sehr markante und eigenständige Berge.
Die Mitte hat zwei fast gleich hohe Hauptberge. Vom Roßberg (mit Hauptgipfel Hohe Rain, nur 500 m südwestlich des eigentlichen Roßberggipfels) zweigt der lange Rücken des Hahnbergs nach Südosten ab, der die Ortschaft Kaltenlengsfeld östlich abriegelt (vgl. geol. Karte), während der Umpfen in der Hauptsache eine Einzelkuppe darstellt.
Der Süden wird vom mächtigen Gebaberg dominiert, dessen Massiv nach Westen nur sehr allmählich abflacht. Doch auch Diesburg, Leichelberg und Alte Mark, die sich westlich von ihm gruppieren, sind sehr eigenständige Berge. Südlich der Alten Mark trifft der Stellberg die Rhein-Weser-Wasserscheide, an der weiter östlich der Neuberg steht, der zusammen mit deinem nördlichen Zwilling Hutsberg eine Doppelkuppe bildet, die nur durch das Tal der Herpf von der Geba getrennt wird.

### Berge nach Höhe
Folgende Berge stechen in der Auersberger Kuppenrhön hervor (Scharten aus Höhenlinien, daher nur auf einige Meter genau):

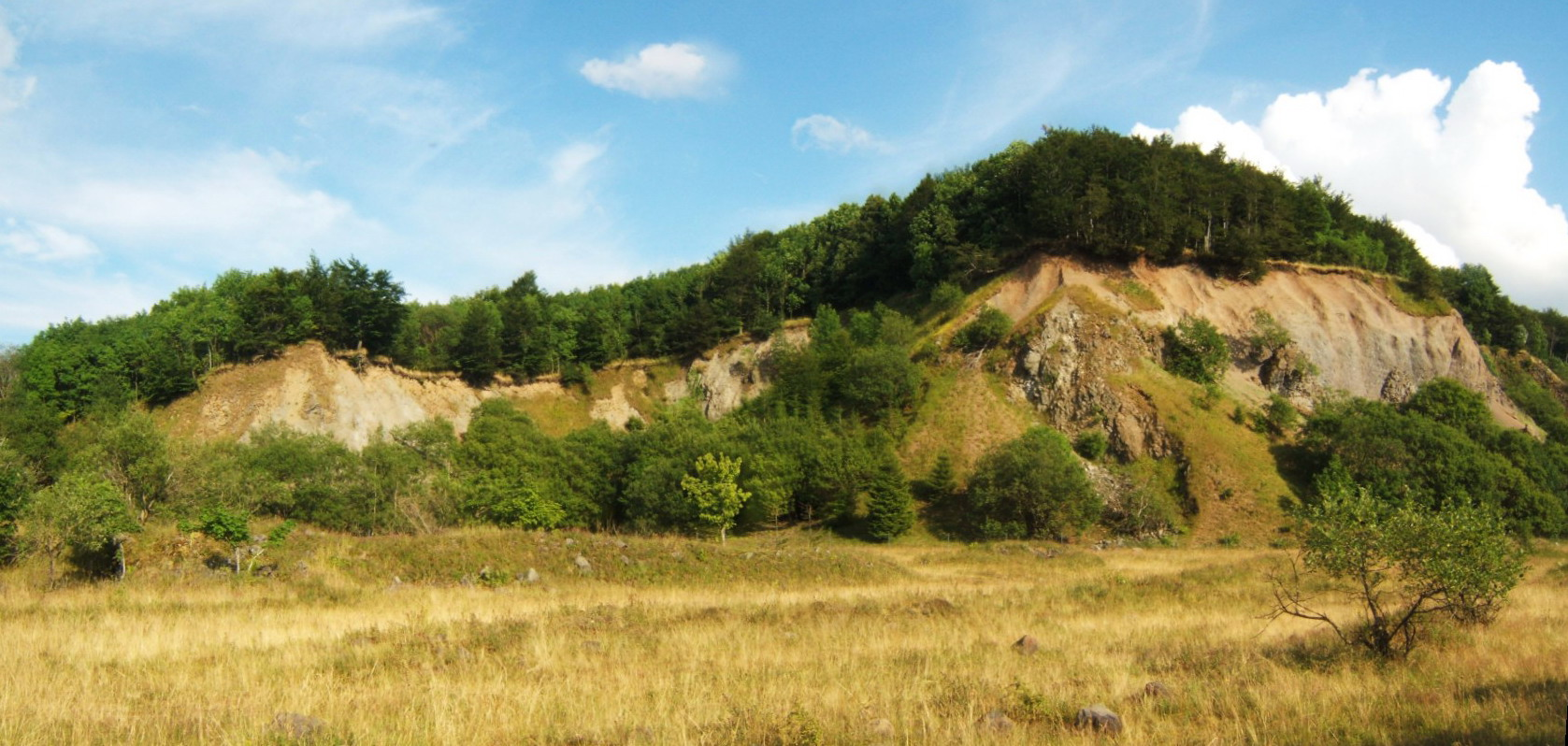
Der Steinbruch auf dem Umpfen

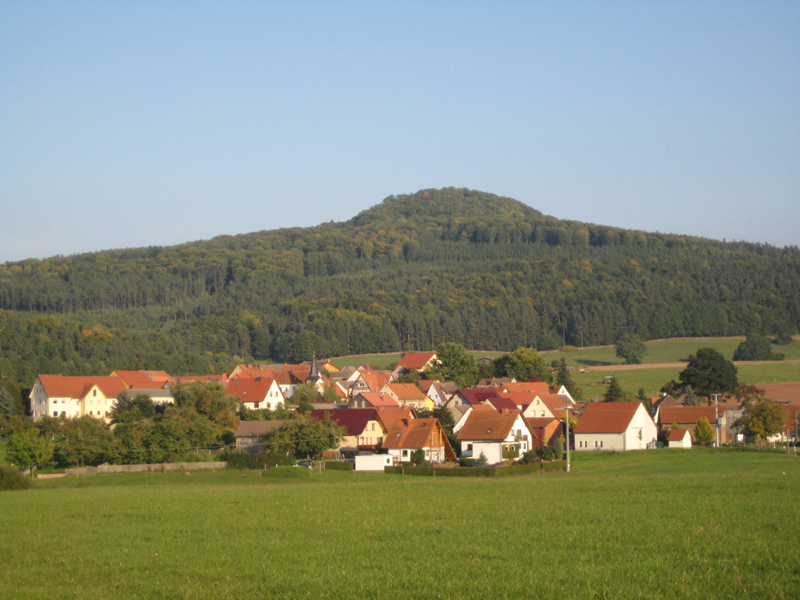
Stoffelskuppe

- Gebaberg (750,7 m, südlicher Westen; Scharte zum Ellenbogen auf 527 m zwischen Leichelberg und Alter Mark)
  - Neidhardskopf (721,2 m, Südgipfel)
- Diesburg (711,8 m, westlich des Gebabergs; Scharte auf 604 m)
- Hoher Rain (702,8 m, nördlich der Mitte; Scharte zur Diesburg auf 529 m)
  - Roßberg (701,6 m, Südgipfel, Scharte auf 696 m)
  - nördlicher Hahnberg (bis 687,4 m, Südostausläufer, Scharte auf 658 m)
    - Gotteskopf (576 m, Nordostausläufer des Hahnbergs am Rand der Vorderrhön; Scharte auf 563 m)

  - südlicher Hahnberg (bis 671,8 m,durch Scharte auf 624 m von nördlichem getrennt und damit deutlich eigenständiger)
- Umpfen (700,6 m, Mitte; Scharte zum Hohen Rain auf 612 m)
- Alte Mark (675,7 m, westlich der Diesburg; Scharte zum Stellberg und damit zum Staufelsberg auf 533 m)
- Stellberg (662,3 m, südlich der Alten Mark) – Rhein-Weser-Wasserscheide (Bayern; Scharte zum Staufelsberg auf 598 m)
- Leichelberg (655,9 m), nordwestlich der Diesburg; Scharte zum Hohen Rain auf 533 m
- Pleß (645,4 m, äußerster Nordosten) – AT; Scharte zum Hohen Rain auf 393 m
- Hutsberg (639,3 m, östlicher Süden) – Doppelkegel mit dem Neuberg im Süden; Scharte zum Abtsberg und damit zum Stellberg auf 448 m
- Neuberg (638,8 m), an der Rhein-Weser-Wasserscheide; Scharte zum Hutsberg auf 558 m
- Abtsberg (621,7 m, südlich des Stellbergs) – Landkreis Rhön-Grabfeld; Scharte zum Stellberg auf 583 m
- Stoffelskuppe (620,1 m, südwestlich des Pleß; Scharte zu diesem auf 523 m)
- Horn (577,9 m, westsüdwestlich der Stoffelskuppe; Scharte zur Stoffelskuppe auf 448 m)
- Nebelberg (532,9 m, zwischen Roßdorf und Wiesenthal; Scharte zum Roßberg auf 483 m)

### Berge nach Wasserscheiden
Die Hauptwasserscheide der Vorderrhön ist die der Felda im Westen zur Werra im Osten, die sich zunächst vcm Stadtlengsfelder Hügelland im Norden zur Stoffelskuppe und dann im Zentrum des Naturraums südwärts zieht; die meisten wichtigen Berge liegen allerdings etwas neben ihr. Am Stellberg endet sie und ein kurzer Abschnitt der Rhein-Weser-Wasserscheide verlässt den Naturraum nach Westen, zu Streufelsberg im Ostabfall der Langen Rhön und Ellenbogen in der Langen Rhön.
Im Folgenden werden die Berge und Scharten nach Wasserscheiden strukturiert, Nebenwasserscheiden sind eingerückt, Höhen der Scharten wieder mit einigen Metern Ungenauigkeit (Höhen von Bergen mit Prominenz über 80 m nebst Bezugsscharten fett):
- (Salzkopf (418,6 m), Stadtlengsfelder Hügelland)
- (↓ (393 m))
- (südöstliche Verlängerung  (ca. 456 m))
- (↓ (436 m))
- (Galgenberg (472,4 m), Ostgipfel)
- (↓ Landesstraße Stadtlengsfeld–Tiefenort (455 m))
- (Lindenberg (470,7 m))
- (↓ (457 m))
- (Bornkopf (492,7 m))
- (↓ (453 m))
- (Maselsbacher Berg (481,3 m))
- (↓ Bundesstraße 285 Salzungen–Umshausen (393 m))
- (Fronberg (ca. 468 m))
- (↓ (445 m))
- (Hammelstein (497,2 m))
- (↓ (473 m))
- ↓ Scharte der Stoffelskuppe zum Pleß (523 m)
  - Abzweig nach Nordosten
    - Pleß (645,4 m)
- Stoffelskuppe (620,1 m)
- ↓ (448 m)
- Langer Rain (477,8 m nordwestlich der Wasserscheide)
  - Abzweig nach Westen
    - ↓ (463 m)
    - Horn (577,9 m)
- ↓ (448 m)
- Kahlköpfchen (465,8 m)
- ↓ Scharte des Pleß; nordwestlich von Roßdorf, knapp nördlich der Landesstraße (393 m)
- Nebelberg (532,9 m)
- ↓ (483 m m)
- Roßberg (701,6 m)
- ↓ (696 m)
- Hoher Rain (702,8 m)
  - Abzweig nach Süden
    - ↓ (612 m)
    - Umpfen (700,6 m)

  - Abzweig nach Südwesten, dann Norden
    - schmaler Verbindungsgrat; Gemeindegrenze Dermbach/Wiesenthal trifft Kreisgrenze (SM) ↓ (602 m)
    - (ca. 608 m)
- ↓ (658 m)
- Hahnberg (687,4 m)
  - Abzweig nach Norden, dann Nordosten
    - ↓ (563 m)
    - Gotteskopf (576 m)
- ↓ Nähe Kreisstraße aus Kaltenlengsfeld im Westen (624 m)
- Hahnberg (671,8 m)
- südwestlicher Gerthwiesenkopf (646 m)
  - Abzweig nach Westen
    - ↓ (548 m)
    - Gretiberg (563,7 m)
- ↓ Scharte des Hohen Rain; Kreisstraße aus Kaltenlengsfeld, nordwestlich von Oberkatz (514 m)
- Wunschberg (578,0 m)
- ↓ Scharte des Leichelbergs (533 m)
  - Herpf-Katza-Wasserscheide (nach Süden, dann nach Osten)
    - ↓ Scharte des Hohen Rain; Kreisstraße in Richtung Oberkatz im Nordwesten von Aschenhausen (529 m)
    - Diesburg (711,8 m)
      - Abzweig nach Südosten
        - ↓ (482 m)
        - Wallenberg (521,0 m)

    - ↓ unmittelbar nordöstlich (604 m)
    - Gebaberg (750,7 m)
      - Südausläufer:
        - ↓ (707 m)
        - Neidhardskopf (721,2 m)

      - Südostausläufer:
        - Träbeser Loch (von ca. 535 m auf ca. 505 m in 50 horizontalen Metern; keine Scharte)
        - ↓ (523 m)
        - Hoher Berg (539,4 m) mit Grat Kleine Geba nach Südosten (Endgipfel: 515,4 m)

    - (↓ nah der Landesstraße nach Herpf südöstlich von Stepfershausen (422 m))
    - (Eichigkopf (469,1 m))
    - (↓ (384 m))
    - (Graukuppe (436,5 m))
- Leichelberg (655,9 m)
- ↓ Scharte der Geba zum Ellenbogen (527 m)
- Alte Mark (675,7 m)
  - Abzweig nach Osten
    - ↓ (531 m)
    - Ohberg (558,0 m)
- ↓ Scharte der Alten Mark zum Staufelsberg (533 m)
- (um 545 m)
  - Abzweig nach Osten
    - ↓ (516 m)
    - Gehauener Stein (540,4 m)
- Stellberg (662,3 m)
  - Streu-Herpf-Wasserscheide (nach Südosten)
    - ↓ Gemeindegrenze Kaltennordheim/Erbenhausen trifft Landesgrenze (583 m)
    - Abtsberg (622 m)
      - Abzweig nach Nordosten:
        - ↓ (488 m)
        - Klausberg (524,7 m)

    - ↓ Nähe Landesgrenze nordöstlich Weimarschmiedens, jedoch noch in Rhönblick/TH (448 m)
    - Steinkopf (522,6 m)
    - ↓ (476 m)
    - Neuberg (638,8 m)
      - Abzweig nach Norden
        - ↓ (558 m)
        - Hutsberg (639,3 m)

      - Sülze-Herpf-Wasserscheide (nach Osten)
        - ↓ Landesstraße Bettenhausen–Stedtlingen (427 m)
        - Leite (540,3 m)
        - ↓ Kreisstraße nordwestlich von Gleimershausen (438 m)
        - (Dreißigackerer Plateau (bis 523,1 m), Werra-Gäuplatten)

  - Felda-Streu-Wasserscheide (nach Westen):
    - ↓ Scharte des Stellbergs, Nähe Bundesstraße 285 Reichenhausen–Melpers (598 m)
    - (Streufelsberg (739,8 m), Ostabfall der Langen Rhön)
    - (↓ (687 m))
    - (Ellenbogen (813,0) m, Lange Rhön)

### Dominanzen und Prominenzen
Immerhin 8 Berge der Auersberger Kuppenrhön weisen eine Prominenz von mehr als 100 m auf, das sind exakt so viele wie in der westlich benachbarten Auersberger Kuppenrhön.
Das sind der Pleß (645,4 m; 252 m), der Gebaberg (750,7 m; 224 m), der Hutsberg (639,3 m; 191 m), der Hohe Rain (702,8 m; 174 m), die Alte Mark (675,7 m; 143 m), das Horn (577,9 m; 130 m), der Leichelberg (655,9 m; 123 m) und die Diesburg (711,8 m; 108 m). Knapp unter diesem Wert bleiben Stoffelskuppe (620,1 m; 97 m), Umpfen (700,6 m; 89 m) und Neuberg (639,8 m; 81 m), gefolgt vom Stellberg (662,3 m; 64 m) und vom kleinen Nebelberg (532,9 m; 50 m).
In der Dominanz liegen abermals Geba (12,5 km zum Ellenbogen, Lange Rhön) und Pleß (8,8 km zum Hohen Rain) vorne, dicht gefolgt vom Hohen Rain (8,6 km zum Engelsberg, Auersberger). Deutlich darunter bleiben alle anderen Berge wie Diesburg (3,2 km zur Geba), Alte Mark (3,0 km zum Streufelsberg, Ostabfall der Langen Rhön), Umpfen (2,8 km zum Hohen Rain), Horn (2,8 km zur Stoffelskuppe) Hutsberg (2,6 km zur Geba), Leichelberg (2,2 km zur Diesburg), Stoffelskuppe (2,2 km zum Pleß) und Stellberg (2,0 km zum Streufelsberg). Beim Neuberg reicht es aufgrund des minimalen Höhenunterschieds nur für die 1,8 m Entfernung zum Hutsberg.